# Eitel Federico IV di Hohenzollern
Eitel Federico IV di Hohenzollern (Sigmaringen, 7 settembre 1545 – Hechingen, 16 gennaio 1605) è stato, dal 1576 fino alla sua morte, conte di Hohenzollern-Hechingen.

## Biografia

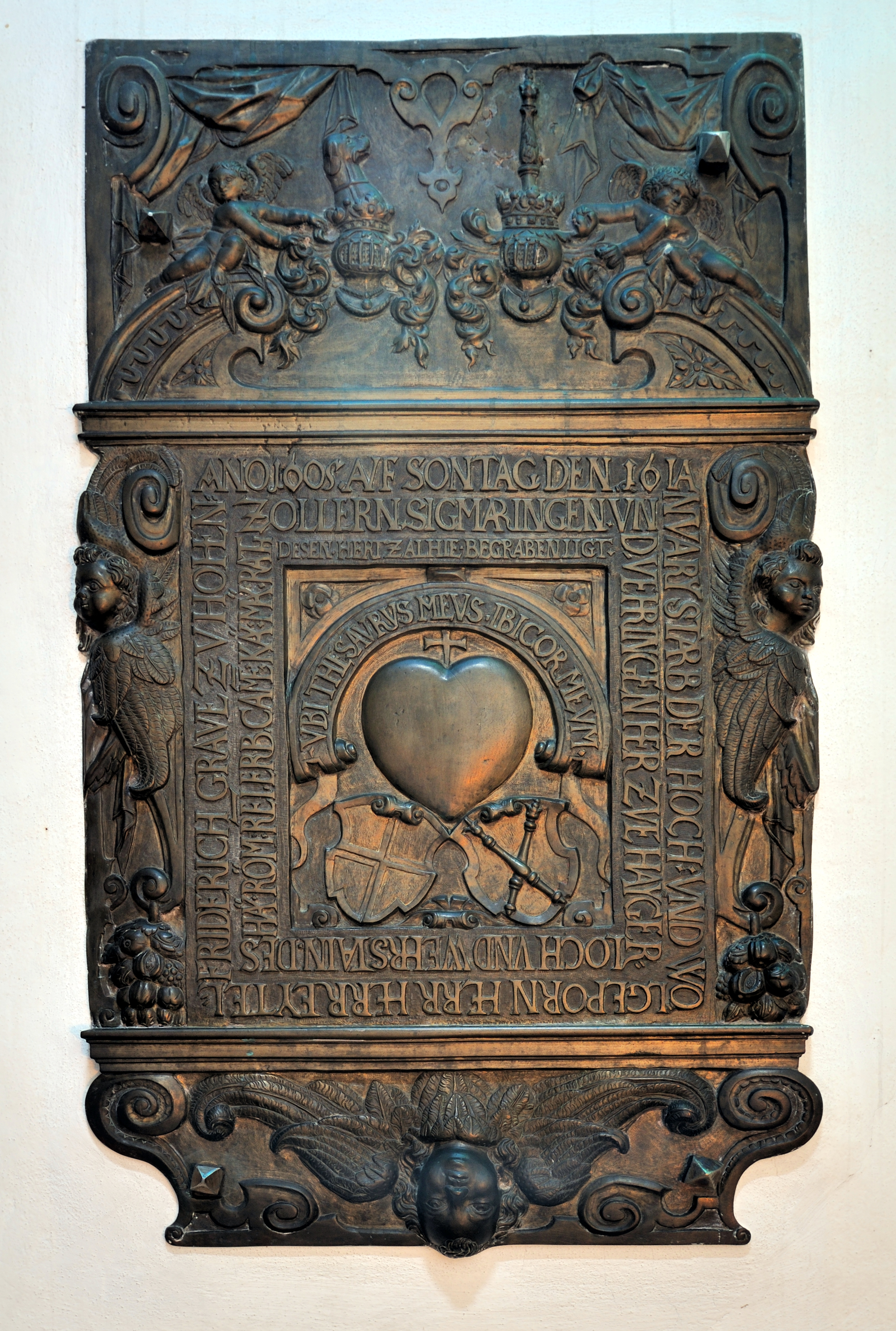
La lapide tombale di Eitel Federico I: si noti l'iscrizione Ubi thesaurus meus, ibi cor meum

Eitel Federico era il figlio maggiore del conte Carlo I di Hohenzollern (1516-1576) e di sua moglie Anna (1512-1579), figlia del margravio Ernesto di Baden-Durlach.
Dopo la morte del padre nel 1576, per testamento, la contea di Hohenzollern venne divisa tra i figli di Carlo I: Federico ottenne la contea di Hechingen, Carlo quella di Haigerloch e Cristoforo quella di Sigmaringen, dando così origine a tre diverse linee. Eitel Federico, in quanto primogenito, ottenne la città di Hechingen che già in precedenza aveva un ruolo rilevante nel dominio del padre, unitamente al dominio sui monasteri di St. Luzen e Stetten.
Uno dei primi atti di governo di Eitel Federico appena salito al trono fu quello di regolarizzare la caccia entro i propri domini con regole molto severe. A Hechingen, nel frattempo, si preoccupò di iniziare la costruzione di un palazzo in stile rinascimentale sul quale poi sorgerà l'attuale castello. Nel 1585 insieme alla seconda moglie, fondò il monastero francescano di San Luca a Hechingen. Sempre nella capitale si preoccupò di far costruire un ospedale e delle fortificazioni. Egli seppe fare della propria residenza un centro culturale e musicale.
Eitel Federico I morì nel 1605 a Hechingen e venne sepolto nella chiesa del monastero di St. Luzen, all'interno della quale ancora oggi si trova la sua tomba che conserva il suo cuore. La piastra bronzea esterna reca l'iscrizione: "Ubi thesaurus meus, ibi cor meum" ("Dove si trova il mio tesoro, quivi è il mio cuore").

## Matrimonio e figli
Eitel Federico si sposò tre volte.
Il primo matrimonio venne celebrato il 22 giugno 1568 con Veronika (m. 1573), figlia di Carlo I, conte di Ortenburg, ma il matrimonio non produsse eredi.
Eitel Federico I si risposò poi il 14 novembre 1574 a Meßkirch con Sibilla (1558-1599), figlia di Froben Christoph von Zimmern, dalla quale ebbe i seguenti figli:
- Ernesto (* 1575; morto infante)
- Giovanni Giorgio (1577-1623), conte e poi principe di Hohenzollern-Hechingen
- Massimiliana (1580-1633)
- Giovanna (1581-1634), sposò nel 1602 il principe Giovanni di Hohenzollern-Sigmaringen (1578-1638)

Eitel Federico sposò in terze nozze il 1º marzo 1601 Giovanna (m. 1633), figlia del conte Filippo di Eberstein, con la quale non ebbe figli.

## Ascendenza
|                                            |                                       |                                                          | Genitori                                           |  |  | Nonni |  |  | Bisnonni                                  |  |  | Trisnonni                               |  |
|                                            |                                       |                                                          |                                                    |  |  |       |  |  | Eitel Friedrich II, conte di Hohenzollern |  |  | Jobst Nikolaus I, conte di Hohenzollern |  |
|                                            |                                       |                                                          |                                                    |  |  |       |  |  | Eitel Friedrich II, conte di Hohenzollern |  |  | Jobst Nikolaus I, conte di Hohenzollern |  |
|                                            |                                       | Agnes von Werdenberg-Heiligenberg                        |                                                    |  |  |       |  |  | Eitel Friedrich II, conte di Hohenzollern |  |  |                                         |  |
| Eitel Friedrich III, conte di Hohenzollern |                                       |                                                          |                                                    |  |  |       |  |  | Eitel Friedrich II, conte di Hohenzollern |  |  |                                         |  |
|                                            |                                       | Magdalena von Brandenburg                                | Friedrich III, margravio del Brandeburgo           |  |  |       |  |  |                                           |  |  |                                         |  |
|                                            |                                       | Magdalena von Brandenburg                                | Friedrich III, margravio del Brandeburgo           |  |  |       |  |  |                                           |  |  |                                         |  |
|                                            |                                       | Magdalena von Brandenburg                                | Agnes von Pommern                                  |  |  |       |  |  |                                           |  |  |                                         |  |
| Karl I, conte di Hohenzollern              |                                       | Magdalena von Brandenburg                                |                                                    |  |  |       |  |  |                                           |  |  |                                         |  |
|                                            |                                       | Philippe van Witthem, signore di Beersel e Bautershem    | Hendrik III van Wittem, signore di Beersel         |  |  |       |  |  |                                           |  |  |                                         |  |
|                                            |                                       | Philippe van Witthem, signore di Beersel e Bautershem    | Hendrik III van Wittem, signore di Beersel         |  |  |       |  |  |                                           |  |  |                                         |  |
|                                            |                                       | Philippe van Witthem, signore di Beersel e Bautershem    | Elisabeth van der Spout, signore d'Arquennes       |  |  |       |  |  |                                           |  |  |                                         |  |
| Johanna van Witthem                        |                                       | Philippe van Witthem, signore di Beersel e Bautershem    |                                                    |  |  |       |  |  |                                           |  |  |                                         |  |
|                                            |                                       | Agnes de Halewyn                                         | Jean de Halewyn, visconte di Roulers               |  |  |       |  |  |                                           |  |  |                                         |  |
|                                            |                                       | Agnes de Halewyn                                         | Jean de Halewyn, visconte di Roulers               |  |  |       |  |  |                                           |  |  |                                         |  |
|                                            |                                       | Agnes de Halewyn                                         | Jeanne de La Clyte, signora di Comines             |  |  |       |  |  |                                           |  |  |                                         |  |
| Eitel Friedrich IV, conte di Hohenzollern  |                                       | Agnes de Halewyn                                         |                                                    |  |  |       |  |  |                                           |  |  |                                         |  |
|                                            | Christoph I, margravio di Baden-Baden | Karl I, margravio di Baden-Baden                         |                                                    |  |  |       |  |  |                                           |  |  |                                         |  |
|                                            | Christoph I, margravio di Baden-Baden | Karl I, margravio di Baden-Baden                         |                                                    |  |  |       |  |  |                                           |  |  |                                         |  |
|                                            | Christoph I, margravio di Baden-Baden | Katharina von Österreich                                 |                                                    |  |  |       |  |  |                                           |  |  |                                         |  |
| Ernst, margravio di Baden-Durlach          | Christoph I, margravio di Baden-Baden |                                                          |                                                    |  |  |       |  |  |                                           |  |  |                                         |  |
|                                            |                                       | Ottilia von Katzenelnbogen                               | Philipp II, conte di Katzenelnbogen                |  |  |       |  |  |                                           |  |  |                                         |  |
|                                            |                                       | Ottilia von Katzenelnbogen                               | Philipp II, conte di Katzenelnbogen                |  |  |       |  |  |                                           |  |  |                                         |  |
|                                            |                                       | Ottilia von Katzenelnbogen                               | Ottilie von Nassau-Dillenburg                      |  |  |       |  |  |                                           |  |  |                                         |  |
| Anna von Baden-Durlach                     |                                       | Ottilia von Katzenelnbogen                               |                                                    |  |  |       |  |  |                                           |  |  |                                         |  |
|                                            |                                       | Friedrich I, principe e margravio di Brandeburgo-Ansbach | Albrecht III, principe elettore di Brandeburgo     |  |  |       |  |  |                                           |  |  |                                         |  |
|                                            |                                       | Friedrich I, principe e margravio di Brandeburgo-Ansbach | Albrecht III, principe elettore di Brandeburgo     |  |  |       |  |  |                                           |  |  |                                         |  |
|                                            |                                       | Friedrich I, principe e margravio di Brandeburgo-Ansbach | Anna von Sachsen                                   |  |  |       |  |  |                                           |  |  |                                         |  |
| Elisabeth von Brandenburg-Ansbach-Kulmbach |                                       | Friedrich I, principe e margravio di Brandeburgo-Ansbach |                                                    |  |  |       |  |  |                                           |  |  |                                         |  |
|                                            |                                       | Zofia Jagiellonka                                        | Kazimierz IV, re di Polonia e granduca di Lituania |  |  |       |  |  |                                           |  |  |                                         |  |
|                                            |                                       | Zofia Jagiellonka                                        | Kazimierz IV, re di Polonia e granduca di Lituania |  |  |       |  |  |                                           |  |  |                                         |  |
|                                            |                                       | Zofia Jagiellonka                                        | Elisabeth von Habsburg                             |  |  |       |  |  |                                           |  |  |                                         |  |
|                                            |                                       | Zofia Jagiellonka                                        |                                                    |  |  |       |  |  |                                           |  |  |                                         |  |